# 葛炎 (作曲家)
葛炎（1922年—2003年），曾用名葛焱，男，上海人，中国作曲家，上海电影制片厂电影作曲，曾任中国电影音乐学会副会长，中国电影家协会理事。